# Всеобщие выборы в Венесуэле (2000)
Всеобщие выборы 2000 года в Венесуэле — президентские и парламентские выборы, состоявшиеся 30 июля 2000 года, организованные в соответствии с недавно принятой конституции страны.
Действующий президент Уго Чавес баллотировался на шестилетний срок в рамках новой Конституции. Его главным соперником стал бывший союзник, губернатор штата Сулия Франсиско Ариас Карденас. Чавес легко выиграл выборы, получив почти 60 % голосов избирателей, превзойдя свой результат на предыдущих выборах, уступив лишь Ромуло Гальегосу, набравшему в 1947 году 74,35 %. Чавес сумел победить почти во всех штатах, Ариас Карденас смог стать первым только в своём родном штате Сулия.
8 июня 2004 года было объявлено о проведении 15 августа того же года  референдума о досрочном отзыве Чавеса с поста президента.

## Кампания
От предыдущих кампания выборы 2000 года отличались тем, что проходили по новой Конституции Венесуэлы, принятой Конституционной ассамблеей и утверждённой референдумом в декабре 1999 года. Необычным было и то, что традиционные участники всех выборов с 1958 года, Демократическое действие и КОПЕЙ, всё ещё находящиеся в кризисе, в этот раз не стали выдвигать своих кандидатов на пост президента. Нехарактерным для венесуэльских выборов было и малое количество кандидатов, всего три.
Кампания по выборам президента, сопровождаемая обоюдными выпадами фаворитов предвыборной гонки Чавеса и Ариаса Карденаса, характеризовалась сильной поляризацией общества, как и в 1998 году. Во многом накал страстей был связан с близостью главных претендентов на пост президента. Ариас Карденас, как и Чавес был профессиональным военным. В 1992 году он принимал участие в попытке военного переворота, организованной Уго Чавесом. Впоследствии они разошлись по вопросу об участии в выборах. Ариас Карденас покинул созданное Чавесом Революционное боливарианское движение-200 и возглавил левую партию «Радикальное дело», от которой был избран губернатором штата Сулия. Позднее он активно поддерживал избрание Чавеса президентом в 1998 году, но затем пути обоих политиков вновь разошлись, чтобы вновь сойтись уже после выборов 2000 года.
На выборах 2000 года Ариас Карденас позиционировал себя в качестве кандидата всего общества, одновременно обвиняя оппонента в отклонении от идеалов Боливарианской революции. В свою очередь, Чавес обещал и дальше следовать революционным путём, заклеймив Ариаса Карденаса как предателя.

## Президентские выборы

### Кандидаты
В отличие от предыдущих выборов в 2000 году для участия в борьбе за пост президента было зарегистрировано всего три кандидата.
- Уго Чавес (Движение за Пятую республику) — бывший военный, действующий президент Венесуэлы. Поддержан рядом левых партий: Движение к социализму, Коммунистическая партия Венесуэлы, Народное избирательное движение, «Отечество для всех», Независимые социалисты, «Новые люди» и другие.
- Франсиско Ариас Карденас («Радикальное дело») — профессиональный военный и политик. Губернатор штата Сулия. Выдвинут в президенты от партии «Радикальное дело». Поддержан рядом оппозиционных (в том числе левых) партий: Движение национальной целостности, Движение «Красный флаг», Демократическая левая, Движение за прямую демократию и другие.
- Клаудио Фермин («Национальное совещание») — политик, социолог и профессор университета Венесуэлы. Был заместителем министра по делам молодёжи в правительстве президента Хайме Лусинчи. Первый мэр столичного района Либертадор (1989—1993), избранный путём прямых выборов. Баллотировался в президенты во второй раз.

### Результаты
| \| \| \| | 59,76 % |
|          |         |

|  |  |

| \| \| \| | 37,52 % |
|          |         |

|  |  |

| \| \| \| | 2,72 % |
|          |        |

|  |  |

## Выборы в Национальную ассамблею
| Партия                               | Оригинальное название                     | Голоса     | %     | Места |
| ------------------------------------ | ----------------------------------------- | ---------- | ----- | ----- |
| Движение за Пятую республику         | исп. Movimiento V [Quinta] República, MVR | 1 977 992  | 44,38 | 92    |
| Демократическое действие             | исп. Acción Democrática, AD               | 718 148    | 16,11 | 33    |
| «Проект Венесуэла»                   | исп. Proyecto Venezuela, PV               | 309 168    | 6,94  | 6     |
| Социал-христианская партия КОПЕЙ     | исп. COPEI                                | 237 349    | 5,32  | 6     |
| Движение к социализму                | исп. Movimiento al Socialismo, MAS        | 224 170    | 5,03  | 6     |
| «Радикальное дело»                   | исп. La Causa Radical, LCR                | 196 787    | 4,41  | 3     |
| «За справедливость»                  | исп. Primero Justicia, PJ                 | 109 900    | 2,47  | 5     |
| «Отечество для всех»                 | исп. Patria Para Todos, PPT               | 101 246    | 2,27  | 1     |
| «Новое время»                        | исп. Un Nuevo Tiempo, UNT                 | 78 109     | 1,75  | 3     |
| Альянс смелых людей                  | исп. Alianza Bravo Pueblo, ABP            | 49 218     | 1,10  | 0     |
| Избиратели Миранды                   | исп. Electores de Miranda, EM             | 48 291     | 1,08  | 0     |
| «Конвергенция»—LAPY                  | исп. Convergencia-LAPY, Con-LAPY          | 47 620     | 1,07  | 4     |
| Другие партии                        | Другие партии                             | 369 298    | 8,06  | 6     |
| Недействительные/пустые бюллетени    | Недействительные/пустые бюллетени         | 1 117 998  |       |       |
| Всего                                | Всего                                     | 5 829 216  | 100   | 165   |
| Зарегистрировано избирателей/Явка    | Зарегистрировано избирателей/Явка         | 11 720 660 | 56,63 |       |
| Источник: Consejo Nacional Electoral |                                           |            |       |       |

| Народное голосование (%) | Народное голосование (%) | Народное голосование (%) | Народное голосование (%) | Народное голосование (%) |
| ------------------------ | ------------------------ | ------------------------ | ------------------------ | ------------------------ |
| MVR                      |                          |                          | 44,38 %                  |                          |
| AD                       |                          |                          | 16,11 %                  |                          |
| PV                       |                          |                          | 6,94 %                   |                          |
| COPEI                    |                          |                          | 5,32 %                   |                          |
| MAS                      |                          |                          | 5,03 %                   |                          |
| LCR                      |                          |                          | 4,41 %                   |                          |
| PJ                       |                          |                          | 2,47 %                   |                          |
| PPT                      |                          |                          | 2,27 %                   |                          |
| Другие                   |                          |                          | 13,07 %                  |                          |

| Распределение мест (%) | Распределение мест (%) | Распределение мест (%) | Распределение мест (%) | Распределение мест (%) |
| ---------------------- | ---------------------- | ---------------------- | ---------------------- | ---------------------- |
| MVR                    |                        |                        | 55,76 %                |                        |
| AD                     |                        |                        | 20,00 %                |                        |
| PV                     |                        |                        | 3,64 %                 |                        |
| COPEI                  |                        |                        | 3,64 %                 |                        |
| MAS                    |                        |                        | 3,64 %                 |                        |
| PJ                     |                        |                        | 3,03 %                 |                        |
| Con-LAPY               |                        |                        | 2,42 %                 |                        |
| Другие                 |                        |                        | 7,87 %                 |                        |